# Лисянь (Нгава)
Лисянь (кит. упр. 理县, пиньинь Lǐ xiàn, палл. Ли сянь) — уезд Нгава-Тибетско-Цянского автономного округа провинции Сычуань (КНР). Правление уезда размещается в посёлке Цзагунао.

## История
При империи Цин в 1803 году был образован Непосредственно управляемый комиссариат Лифань (理番直隶厅). После Синьхайской революции была произведена реформа структуры административного деления, и в 1913 году комиссариат был преобразован в уезд Лифань (理番县). В 1946 году ради снижения остроты межнациональных противоречий из названия уезда был убран иероглиф «фань», и уезд приобрёл современное название.
В 1950 году был создан Специальный район Маосянь (茂县专区), и уезд вошёл в его состав. В 1953 году Специальный район Маосянь был преобразован в Тибетский автономный район провинции Сычуань (四川省藏族自治区). В 1955 году была расформирована провинция Сикан, а её территория была присоединена к провинции Сычуань; так как в провинции Сикан также имелся Тибетский автономный район, то Тибетский автономный район провинции Сычуань был преобразован в Нгава-Тибетский автономный округ (阿坝藏族自治州). В 1958 году уезды Вэньчуань, Маосянь и часть уезда Лисянь были объединены в Маовэнь-Цянский автономный уезд (茂汶羌族自治县). В 1960 году уезд Лисянь был расформирован, а из его территории и части уезда Нгава был образован уезд Хунъюань. В 1963 году уезд Лисянь был воссоздан на основе части территории Маовэнь-Цянского автономного уезда. В 1987 году Нгава-Тибетский автономный округ был переименован в Нгава-Тибетско-Цянский автономный округ.

## Административное деление
Уезд делится на 5 посёлков и 8 волостей.